# فالح الناصر
فالح إبراهيم أحمد الناصر (توفي 8 أبريل 2025)، هو طبيب وسياسي أردني شغل منصب وزير الصحة بين عامي 2001 و2002 وعمل طبيبا في الخدمات الطبية الملكية إلى أن تقاعد منها برتبة لواء.

## وفاته
توفي فجر يوم الثلاثاء 8 أبريل 2025.